# Luca Assarino
Luca Assarino né le 18 octobre 1602 à Potosí et mort le 18 octobre 1672 à Turin, est un historien et romancier italien.

## Biographie
Luca Assarino naquit en 1602 à Potosí, où son père, marchand génois, avait fixé sa résidence dans l’intérêt de son commerce. Amené jeune en Italie, il trouva dans quelques nobles Génois, entre autres dans les Spinola, des protecteurs qui l’encouragèrent à cultiver son goût pour les lettres. Ses romans, oubliés aujourd’hui, obtinrent dans le temps une grande vogue. Non-seulement les éditions se succédèrent plus rapidement que celles des meilleurs ouvrages, mais il s’en fit des contrefaçons dont Assarino se plaint, moins pour le tort qu’il en recevait, que parce qu’elles étaient remplies de fautes d’impression. Il parait qu’il avait surtout à se plaindre des Giunti, descendants et successeurs bien indignes des Giunti de Florence. Dans la préface des Giuochi di Fortuna, il les prévient que, dans le cas où la fantaisie leur viendrait de contrefaire aussi ce nouvel ouvrage, il se chargera avec plaisir de revoir et de corriger leurs épreuves. Assarino était alors à la cour de Savoie, qui l’avait nommé chevalier de l'Ordre des Saints-Maurice-et-Lazare. Il mourut à Turin, en 1672.

## Œuvres

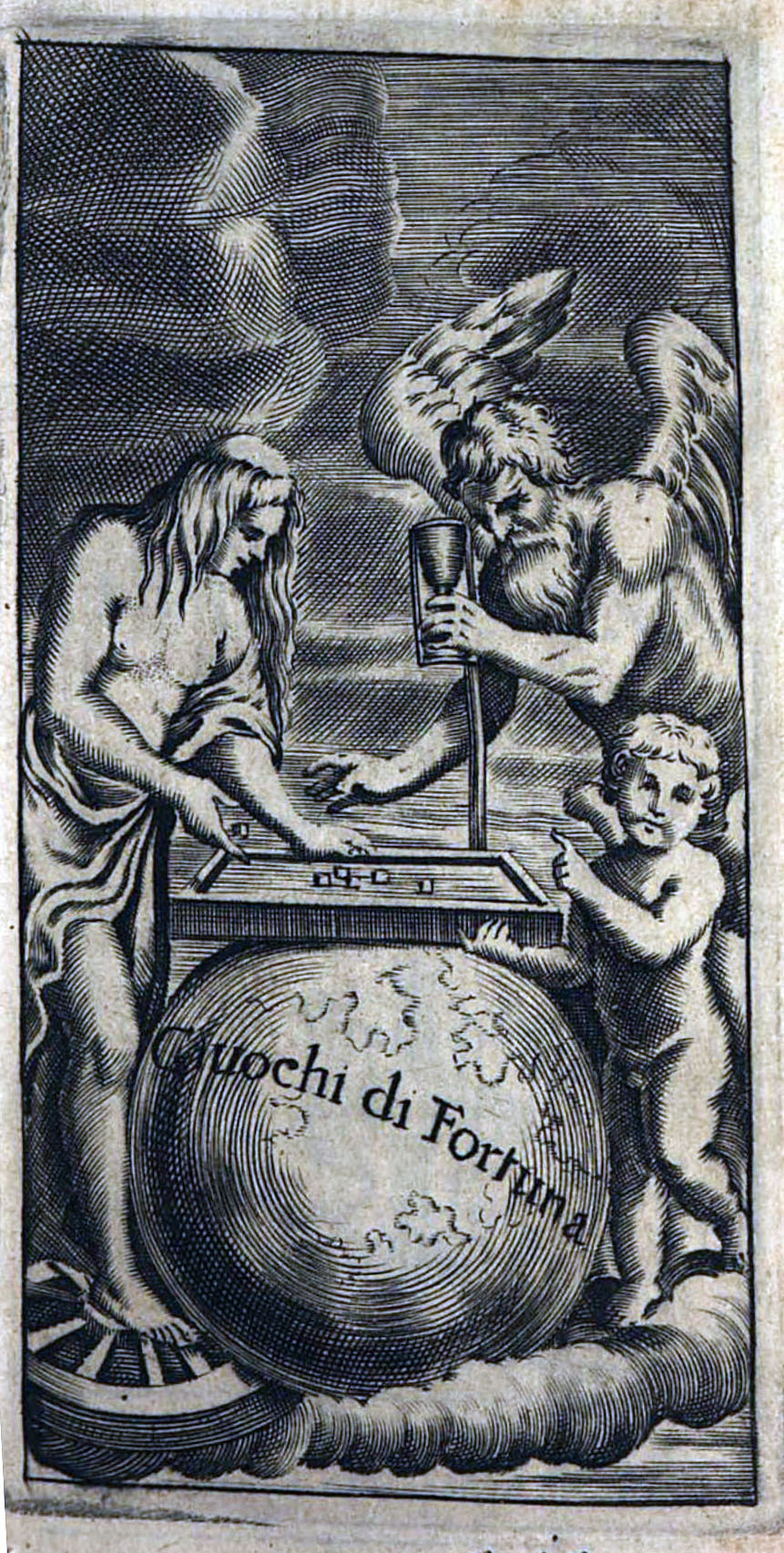
Giuochi di fortuna, Venise, Niccolò Pezzana, 1669

On trouve une liste assez étendue de ses ouvrages dans l’Athenæum Ligusticum du P. Agostino Oldoini, p. 402, et dans les Suppléments d’Adelung. Les plus connus sont :
- Stratonica macerata, 1636, in-12 ; avec des additions et corrections, Venise, 1638, 1642, 1652 ; Gênes, 1647. Ce roman a été traduit en français par Malleville, qui fit présent de son travail à d’Audiguier.
- L’Almeriada, Bologne, 1640 ; traduit en français par Malleville, Paris, 1646, in-8° ; et en allemand par Paul Bozius, depuis pasteur à Dresde, Leipzig, 1715.
- Nuova Scelta di lettere, Venise, 1639, 1653, in-12.
- Ragguagli d'Amore del Regno di Cipro, ibid., 1641, 1642, in-12.
- Notomia della retorica, ibid., 1641, in-8°.
- Zampini d’Hippocrene, componimenti varii, Gênes, 1642, in-16.
- Demetrio moscovita, istoria tragica, Bologne, 1643, in-12 ; traduit ou imité en français, Paris, 1715, in-12 ; une analyse de ce dernier ouvrage fait partie de la Bibliothèque des romans, juillet 1782.
- Rivoluzioni di Catalogna, Gênes, 1644, in-4° ; et avec la continuation, ibid., 1647, in-4°.
- Giuochi di Fortuna, successi d’Astiage e di Mandane, Venise, 1656 ; 3e édition, 1661 ; ibid., 1681, 2 vol. in-12.
- Le Sere dell’ozio e della veglia intorno al fuoco, dialoghi morali, Turin, 1663, in-12.
- Delle Guerre e successi d’Italia dell’anno 1413 al 1630, ibid., 1665, in-fol.